# Friedrich V. (Schwaben)
Friedrich V.  (* 6. Juli 1164 in Pavia; † 28. November 1170) war ab 1167 Herzog von Schwaben. Er war der älteste Sohn von Kaiser Friedrich I. Barbarossa und dessen zweiter Ehefrau Beatrix von Burgund.

## Leben
Im April 1165 wurde er im Alter von neun Monaten mit Eleonore verlobt, der dreijährigen Tochter von König Heinrich II. von England und dessen Ehefrau Eleonore von Aquitanien. Diese Eheabrede wurde jedoch wenige Jahre später durch Friedrichs frühen Tod gegenstandslos.
Im August 1167 starb Herzog Friedrich IV. von Schwaben auf einem Italienfeldzug. Er war der einzige noch lebende Sohn von König Konrad III., einem Onkel von Barbarossa. Damit starb diese Linie aus und ihr Erbe fiel an die Linie von Barbarossa. Dieser ernannte Friedrich zum Herzog von Schwaben, der damit in lückenloser Folge der fünfte Staufer mit diesem Namen an der Spitze des Herzogtums war.
Im Juni 1169 wählte eine in Bamberg zusammengekommene Fürstenversammlung Friedrichs jüngeren Bruder, den dreieinhalb Jahre alten späteren Kaiser Heinrich VI., zum Mitkönig seines Vaters Friedrich I. Barbarossa. Heinrichs Krönung erfolgte am 15. August 1169 in Aachen. Es ist zu vermuten, dass Friedrich übergangen wurde, weil er schon von Geburt an schwächlicher Konstitution war und eine geringe Lebenserwartung verhieß.

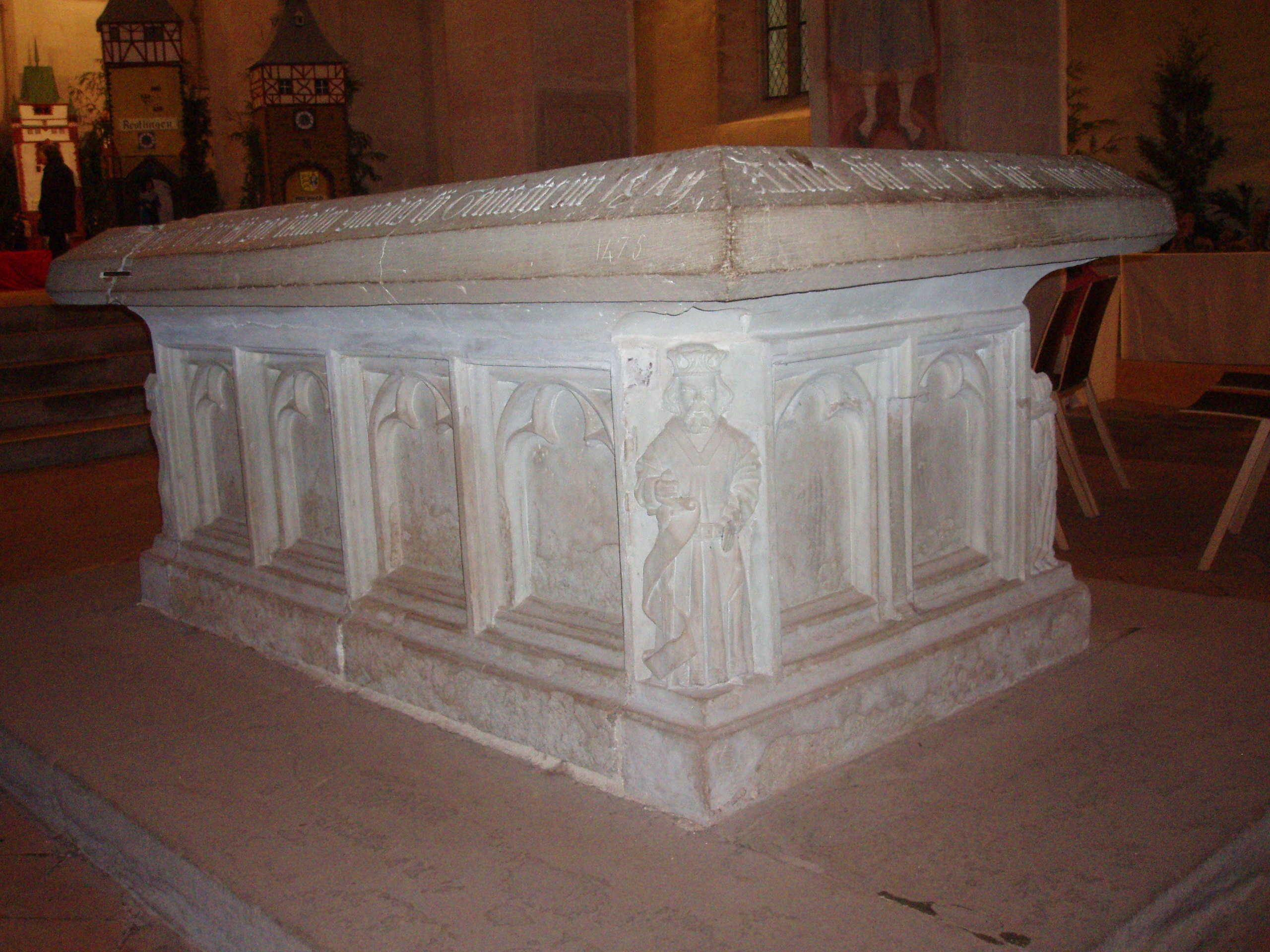
Staufertumba im Mittelschiff der Kirche vom Kloster Lorch (1475)

Zwei mittelalterliche Quellen deuten darauf hin, dass Friedrich zum Zeitpunkt der Wahl seines Bruders zum König noch gelebt hat. Da seine Verlobte Eleonore 1170 mit König Alfons VIII. von Kastilien verlobt wurde, wird er in der zweiten Jahreshälfte 1169 oder Anfang 1170 gestorben sein.
Friedrich wurde im Kloster Lorch, der von seinem Urgroßvater Herzog Friedrich I. von Schwaben gestifteten Grablege der Staufer, bestattet. Abt Nikolaus Schenk von Arberg ließ 1475 sämtliche Staufergräber im Mittelschiff, vor den Stufen des Chores und im Chor öffnen und die Überreste in einer Gruft unter der Tumba bestatten, die im Mittelschiff der Klosterkirche steht.
Nach seinem Tode ging Friedrichs Name auf den dritten und damals drei Jahre alten Sohn von Barbarossa über, der ursprünglich Konrad hieß. Dieser wurde um 1170 Herzog Friedrich VI. von Schwaben. Auf diese Weise blieb der staufische Leitname Friedrich erhalten. Da Otto, der nächste nach Konrad/Friedrich geborene Sohn Barbarossas wohl im Juni/Juli 1170 auf die Welt kam, muss Friedrich V. einige Zeit vorher gestorben sein; ansonsten hätte sich die eher ungewöhnliche Umbenennung von Konrad erübrigt, weil man einfach den nächsten Sohn hätte Friedrich (statt Otto) nennen können.